# Jüdischer Friedhof Moisés Ville

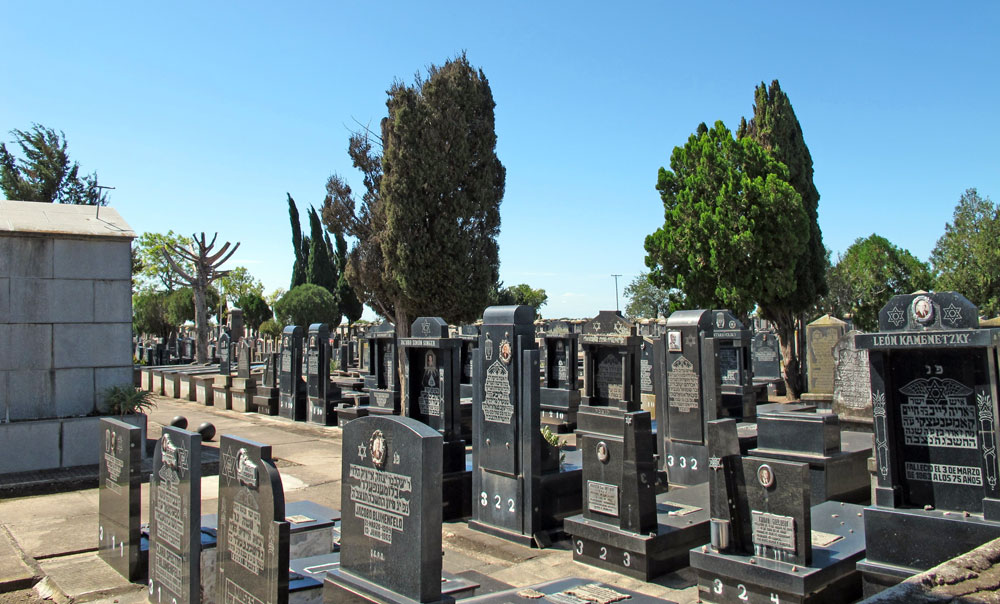
Jüdischer Friedhof von Moisés Ville

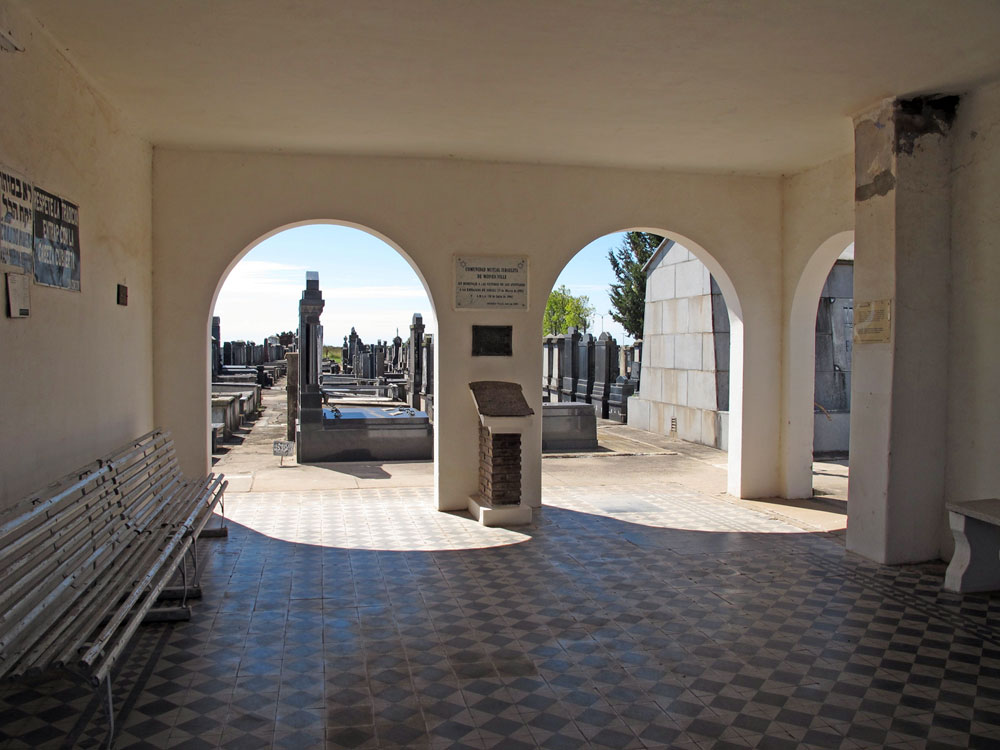
Blick in die Eingangshalle

Der Jüdische Friedhof von Moisés Ville (spanisch Cementerio Israelita de Moisés Ville) ist der älteste jüdische Friedhof in Argentinien. Er befindet sich etwas außerhalb des Ortskerns von Moisés Ville. Der Ort wurde 1889 von jüdischen Flüchtlingen aus Podolien gegründet und gilt als erste jüdische landwirtschaftliche Siedlung in Südamerika.

## Friedhof
Der Friedhof liegt einen Kilometer nordöstlich des Zentrums an der unbefestigten Calle Nicasio Sánchez und erstreckt sich auf einer Grundstücksfläche von 14.280 m². Drei breite, parallele Hauptwege werden von drei schmaleren, parallelen Nebenwegen im rechten Winkel gekreuzt. Die circa 2400 Gräber sind nach Osten ausgerichtet und in 13 Abschnitte aufgeteilt. Auf dem Friedhof befinden sich sowohl sehr einfache Grabsteine aus gekalkten Ziegelsteinen als auch solche mit aufwändigen Dekorationen aus Granit oder Marmor. Die frühen Grabsteine heben sich durch ihre spezielle runde Form hervor. Die meisten Grabinschriften sind hebräisch oder jiddisch, manche davon sind unleserlich. Als Symbole finden sich Davidschilde und Menorot. Darstellungen des Aaronitischen Segens drücken die Zugehörigkeit des Verstorbenen zu den Kohanim aus. Tragische Todesfälle sind durch Abbildungen von gebrochenen Baumstämmen gekennzeichnet. Nur wenige Grabsteine sind mit Fotografien versehen. In der Mitte der Anlage befindet sich ein Holocaust-Denkmal. Beim Ausgang steht eine Wasserpumpe für das rituelle Händewaschen nach Verlassen des Friedhofs.

## Eingangshalle
Der Haupteingang befindet sich bei der Eingangshalle an der südwestlichen Ecke des Friedhofs. Das Gebäude ist außen weiß gekalkt. Über dem von Meir Berdichevsky gestalteten schmiedeeisernen, weiß gestrichenen Tor ist eine Tafel mit der hebräischen Inschrift Beith Hajaim (Haus des Lebens, Synonym für Friedhof) angebracht. Von der Haupthalle, in der sich mehrere Sitzbänke befinden, führt links eine Tür in die Pförtnerloge, in der das Gräberverzeichnis und die alphabetisch sortierten Sterbebücher aufbewahrt werden. Das älteste Sterbebuch befindet sich im Büro der Gemeinde. An die Pförtnerloge schließt der Aufbewahrungsraum für Kultgegenstände an. Auf der rechten Seite befindet sich ein Schuppen mit dem historischen, aus Holz geschnitzten und reich geschmückten Pferdeleichenwagen aus dem Jahr 1921, der bis 1979 noch in Verwendung war. Die Toiletten sind äußere Anbauten an der westlichen Friedhofsmauer, die aber vom Inneren des Friedhofs zugänglich sind. Von der Eingangshalle betritt man den Friedhof durch drei offene Torbögen (zwei nach Norden, einer nach Osten schauend). Zwischen den beiden nach Norden gerichteten Torbögen ist eine Tafel mit der folgenden Inschrift angebracht:

«En homenaje a las víctimas de los atentados a la embajada de Israel (17 de Marzo de 1992) y A.M.I.A. (18 de Julio de 1994)
Moisés Ville, Julio de 1999»

„Im Gedenken an die Opfer der Anschläge auf die israelische Botschaft (17. März 1992) und die AMIA (18. Juli 1994)
Moisés Ville, Juli 1999“

Außer dem Haupteingang an der Südwest-Ecke gibt es einen Eingang an der Westseite der Mauer sowie an der Ostseite eine Einfahrt für Fahrzeuge.

## Geschichte
Der Friedhof wurde am 8. Januar 1891, nach erst zwei Jahren Ansiedlung in Moisés Ville, errichtet. Obwohl die jüdische Gemeinde in Buenos Aires schon 1862 gegründet wurde, gab es dort keinen jüdischen Friedhof. Ein weiterer jüdischer Friedhof wurde noch 1891 in der Ortschaft Carlos Casares angelegt. In Moisés Ville sind Menschen aus den Provinzen Entre Rios, Santiago del Estero, Tucumán und Córdoba begraben. Laut mündlicher Überlieferung gehörte das Grundstück einer Familie Horovitz, die es anlässlich des Todes eines Angehörigen für den Bau eines Friedhofs stiftete. Als ursprünglicher Besitzer ist die 1891 gegründete Jewish Colonization Association eingetragen, die das Grundstück am 7. September 1940 an die Chewra Kadischa des Ortes verkaufte. 1969 wurde die Chewra Kadischa zur Asociación Israelita de Moisés Ville und später zur Comunidad Mutual Israelita de Moisés Ville umbenannt, in deren Eigentum und Pflege der Friedhof heute noch steht. Die Comunidad Mutual Israelita de Moisés Ville ist auch in anderen sozialen Belangen aktiv und verwaltet im Ort mehrere Schulen. 1992 zerstörte ein Tornado einige der ältesten Grabstätten. 2016 fand ein nicht näher bezeichneter Anschlag auf den Friedhof statt.

## Besondere Grabstätten

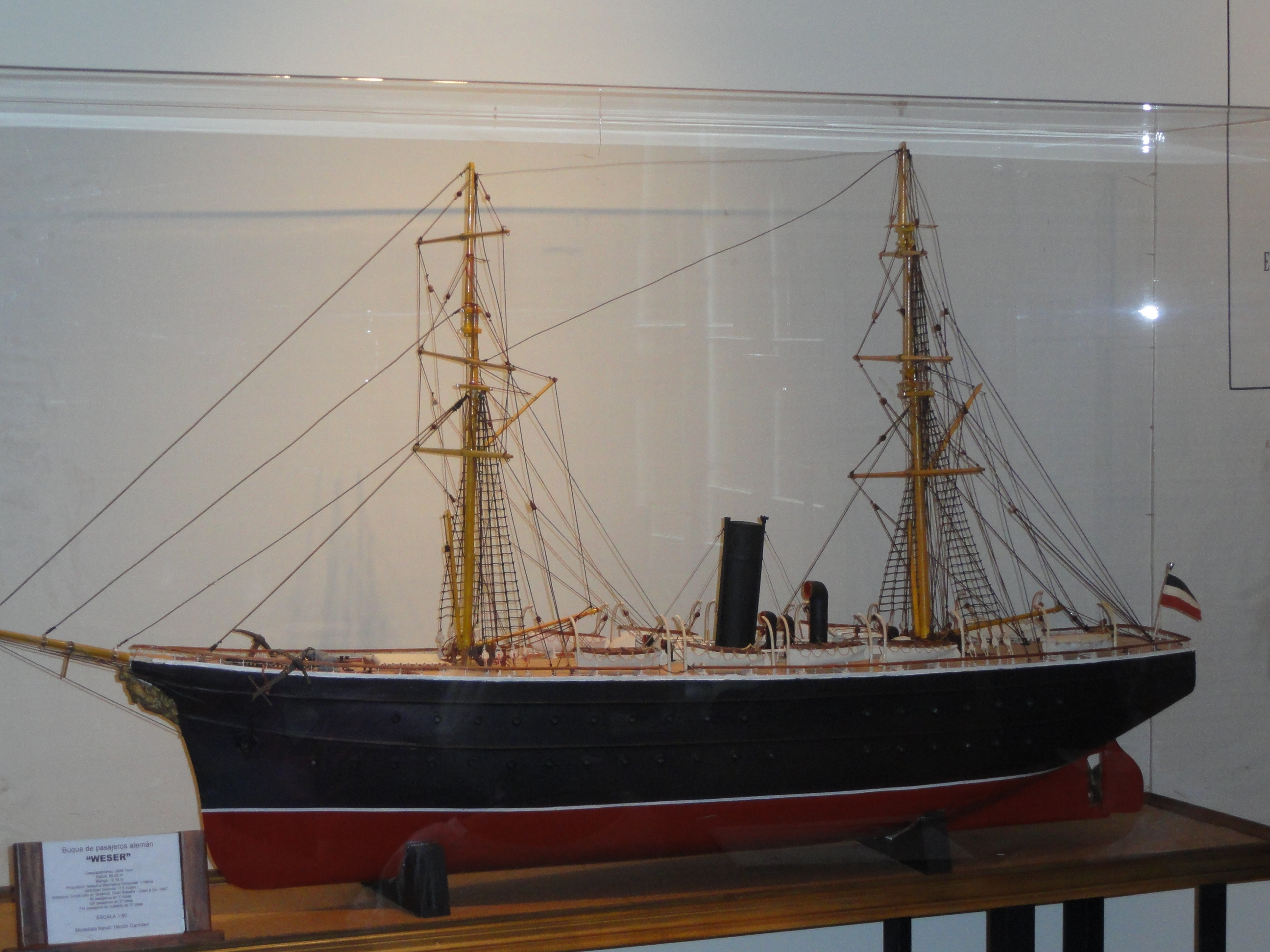
Modell der SS Weser, mit der die ersten Siedler Argentinien erreichten (Jüdisches Museum von Buenos Aires)

- Rabbiner Aarón Halevi Goldmann (geb. 1853 oder 1854[4] in Kamjanez-Podilskyj, gest. 1932), geistiger Führer der ersten Siedler und Gründer von Moisés Ville
- Pinjas Glasberg, Organisator der Kolonie in ihren frühen Jahren
- Noé Cociovich (geb. 24. Mai 1862 in Slonim, 1894 nach Moisés Ville emigriert[5], gest. 5. Mai 1936[4]), Gründer der landwirtschaftlichen Genossenschaft und Autor der jiddischen Genesis de Moisés Ville

### Kindergräber
Als die ersten russischen Siedler am 14. August 1889 mit der SS Weser in Buenos Aires ankamen, erhielten sie nicht das Land, das ihnen im Vertrag mit dem Grundbesitzer Pedro Palacios zugesichert worden war. Manche von ihnen überlebten die nächsten Monate in einer Lagerhalle des Bahnhofs Palacios. Zwischen August und Oktober 1889 starben hier 60 bis 80 Kinder an einer Epidemie, vermutlich an Typhus. Die Namen der Kinder sind nicht dokumentiert. Ihre Gräber liegen im ältesten Teil des Friedhofs. Auf dem Friedhof steht ein Denkmal, das an das Geschehen erinnert.

### Grab von Gregorio Gerchunoff
Unter den ersten Siedlern befand sich auch der aus Chmelnyzkyj stammende Gregorio Gerchunoff (Gerson ben Abraham), der Vater des Autors und Journalisten Alberto Gerchunoff, der mit seinem 1910 erschienenen Buch Los gauchos judíos als Vater der jüdisch-lateinamerikanischen Literatur betrachtet wird. Gregorio Gerchunoff wurde am 12. Februar 1891 von einem Gaucho ermordet und liegt hier begraben.

### Grab der Familie Waisman
In der zweiten Reihe des Abschnitts 6 befindet sich an sechster Stelle das Grab der Familie Waisman. Es ist die größte Grabstätte des Friedhofs. Hier liegen in einer Linie die vier Mitglieder der Familie (Vater, Mutter, Tochter und Sohn) begraben, die am 28. Juli 1897 von Gauchos ermordet wurden. Eine hebräische Inschrift besagt:

„Hier liegen / Herr Mordejai Joseph, Sohn von Froim Zalmen / seine Frau Gitl, Tochter des Moshe / ihre Tochter Perl / ihr Sohn, das Kind Baruj / die von Mörderhand starben.“

1994 wurde von Juana Waisman, der Tochter des überlebenden Sohnes Marcos (Meyer) Waisman, eine neue Plakette angebracht:

«En memoria de nuestros queridos abuelos asesinados en 1897 / JOSE WAISMAN y GUITEL PERELMUTER / y SUS HIJAS  PERLA y BEBÉ / Q.E.P.D. / Agosto de 1994.»

„In Erinnerung an unsere geliebten Großeltern, die 1897 ermordet wurden / JOSE WAISMAN und GUITEL PERELMUTER / und IHRE KINDER  PERLA und BABY / Mögen sie in Frieden ruhen / August 1994“

### Weisburd-Mausoleum
Nahe beim Haupteingang befindet sich das für den Friedhof architektonisch ungewöhnliche Mausoleum der Familie Weisburd. Einer der ersten Kolonisten, Israel Weisburd, der später sehr vermögend wurde, ließ es 1937 von einem Unternehmen aus Rosario für sich und seine Familie errichten. Da sich seine Nachkommen aber wegen des Erbes zerstritten, liegt Israel Weisburd als einziger der Familie im Mausoleum. Man betritt das Bauwerk durch ein Eisentor und einige Stufen, die nach unten führen. Wegen der Überschwemmungen von 1972 und 1983 ist das Mausoleum nicht öffentlich zugänglich.